# فيدا موحد

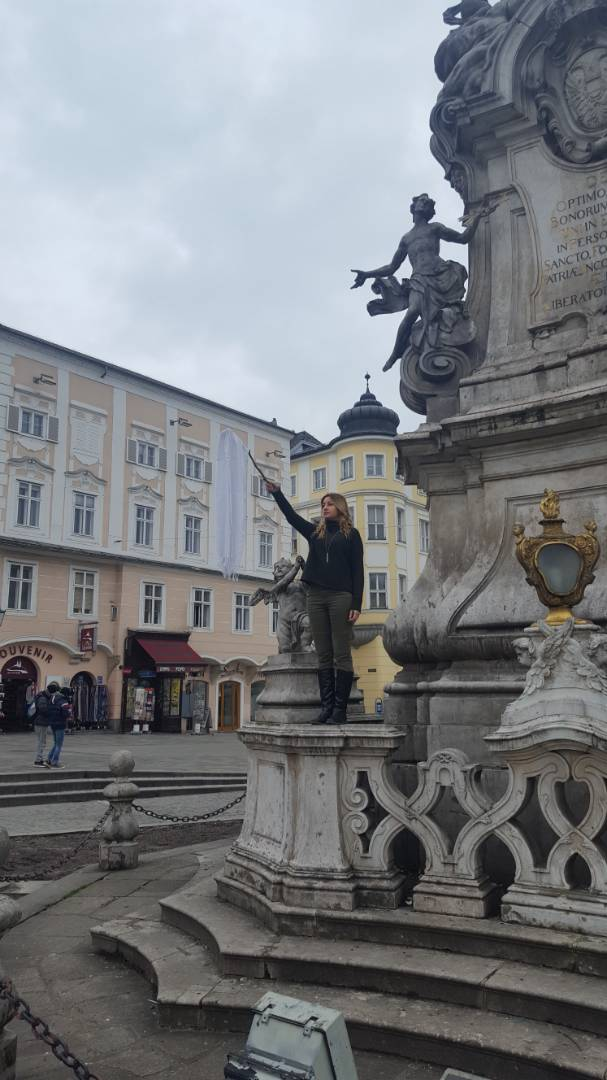
امرأة إيرانية في الساحة الرئيسية في لينتس تضامنًا مع فيدا موحد وضد الحجاب في إيران.

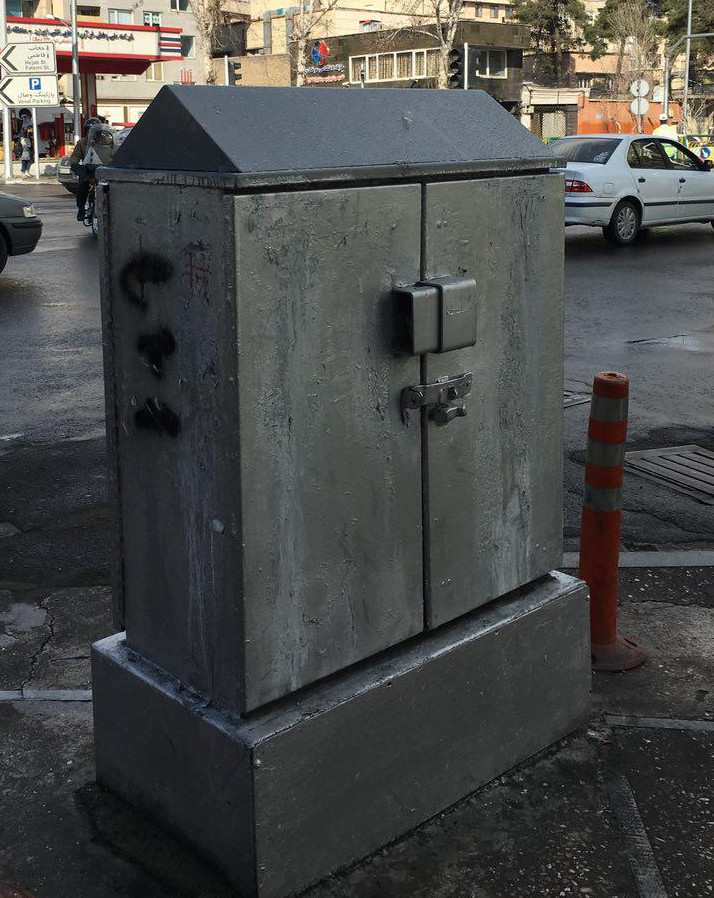
صندوق التوزيع على فيدا موحد يوم 27 ديسمبر 2017. تم تغيير الصندوق بجملون مدبب، كما هو موضح هنا، لمنع المزيد من الاحتجاجات.

فيدا موحد (بالفارسية: ویدا موحد؛ مواليد 1986 أو 1987) هي متظاهرة إيرانية ضد وجوب ستر المرأة. أصبحت صورة فيدا موحد وهي تلوح بحجابها على عصا أيقونة ورمزًا للمقاومة في إيران. لقد وجد عملها العديد من المقلدين. تم القبض على فيدا موحد، ثم أطلق سراحها بعد أسابيع قليلة بعد احتجاجات عالمية.

## الحياة
في ديسمبر 2017، قامت فيدا موحد البالغة من العمر 31 عامًا في وسط العاصمة الإيرانية طهران بالاحتجاج على الحجاب الإلزامي، حيث وقفت على صندوق توزيع في شارع إنقلاب المزدحم ولمدة ساعة تقريبًا حاملةً الحجاب بصمت على عصا في الهواء. كلمة انقلاب تعني «ثورة» بالفارسية. حصل شارع انقلاب على اسمه بعد الثورة الإسلامية عام 1979. لم تكن هوية فيدا موحد معروفة في البداية، لذا أطلق عليها في البداية اسم امرأة شارع انقلاب. تم القبض عليها بعد ذلك بقليل. وخلال الأيام القليلة التالية، اندلعت احتجاجات على مستوى البلاد في إيران بسبب الوضع الاقتصادي والأصولية الدينية. أدت الضجة الوطنية ضد الفساد والبطالة والبؤس الاجتماعي إلى اعتقال حوالي 4000 شخص في بداية عام 2018.
وجد مثال فيدا موحد العديد من المقلدين في جميع أنحاء البلاد. سرعان ما انتشرت صور ومقاطع فيديو لناشطين على مواقع التواصل الاجتماعي في جمهورية إيران. أصبحت فيدا موحد رمزًا للاحتجاجات المعارضة في البلاد. جذبت صور وتسجيلات فيدا انتباه العالم. في 24 يناير 2018، طلبت منظمة العفو الدولية من الحكومة الإيرانية إطلاق سراح فيدا موحد على الفور ودون قيد أو شرط. وبحسب المحامية والناشطة في مجال حقوق الإنسان نسرين ستوده، فقد أطلق سراحها من السجن في 28 يناير. لكنها تعرضت لظروف احتجاز سيئة للغاية وبالتالي لن تظهر في الأماكن العامة.

## تأثيرات
في 1 فبراير 2018، ألقت الشرطة الإيرانية القبض على 29 امرأة أخرى خلعن الحجاب علانية. في 2 فبراير، أدانت وزارة الخارجية الأمريكية اعتقال النساء. تواجه النساء أحكامًا بالسجن تصل إلى عشر سنوات وهن: نرجس حسيني، التي توفيت في 29 من نفس الشهر وقد اعتقلت في الأول من يناير بتهمة «ارتكاب فعل آثم» و«إهانة العار العام» و«التحريض على الفجور والدعارة». حُددت الغرامة بما يعادل 135 ألف دولار.
سجلت منظمة العفو الدولية في تقرير لها بتاريخ 28 فبراير 2018 أنه تم القبض على 35 امرأة في طهران وحدها منذ ديسمبر 2017 وأنهن تعرضن لسوء المعاملة في السجن لمشاركتهن في الاحتجاجات ضد الحجاب الإلزامي.
في خطاب مفتوح لوزيرة خارجية الاتحاد الأوروبي فيديريكا موغيريني بتاريخ 20 فبراير 2018، طالب 45 عضوًا في البرلمان الأوروبي، في بيانٍ رسمي ضد إيران، الإفراج الفوري وغير المشروط عن النساء الموقوفات. تم استلام الرسالة المفتوحة في 3 فبراير 2018 عبر مكتب MEP Marietje Schaake.
في 8 مارس 2018، بمناسبة اليوم العالمي للمرأة، حاول ما لا يقل عن مائة امرأة ورجل التجمع أمام وزارة العمل في طهران للاحتجاج. تم فض التجمع على الفور. تم اقتياد ما لا يقل عن 84 شخصًا (59 امرأة و25 رجلًا) إلى حجز الشرطة ونقلهم إلى السجن في سيارات الشرطة التي كانت متوفرة.
في 7 مارس 2018، أعلن المدعي العام في طهران عباس جعفري دولت أبادي، دون تحديد اسم محدد، أنه تم الحكم على امرأة بالسجن لمدة عامين لخلعها الحجاب في الأماكن العامة في ديسمبر 2017. كما انتقد المدعي العام حكم القاضي لأن المرأة كانت تقضي ثلاثة أشهر من العقوبة وتم تعليق العقوبة المتبقية. وقال أنه سيعمل على ضمان أن المرأة يجب أن تقضي كامل مدة العقوبة. يتم تمديد فترة الاحتجاز لأسباب سياسية في إيران بشكل منتظم دون مزيد من التوضيح. بعد مخاوف أولية من أن تكون المحكوم عليها هي فيدا موحد، فقد أصبح معروفًا الآن أن المقصودة كانت نرجس حسيني. في 26 مارس 2018 تم رفع استئناف ضد الحكم. في 25 مارس حُكم على مريم شريعتمداري بالسجن لمدة عام بتهمة التظاهر في احتجاج عام على صندوق توزيع. وفي فبراير 2018 خلعت غطاء وجهها. تعرضت مريم شريعتمداري للدفع من على صندوق التوزيع من قبل ضابط شرطة حيث أصيبت في هذه العملية.

## عصور ما قبل التاريخ
في 12 سبتمبر 1979، وبعد فترة وجيزة من إدخال الشريعة، النظام القانوني الإسلامي في سياق الثورة الإسلامية في إيران، خلعت الصحفية الإيطالية أوريانا فالاتشي حجابها علنًا وبصراحة خلال مقابلة مع آية الله الخميني. اشتكت أوريانا فالاتشي من أن النساء كن في وضع مشابه للفصل العنصري، وأنهن لا يستطعن الدراسة أو العمل أو ببساطة الذهاب إلى حمام السباحة مع الرجال. رد الخميني بأن هذا ليس من اختصاصها وأنها ليست مضطرة لارتداء الشادور إذا لم ترغب في ذلك: فالملابس الإسلامية هي شيء «للمرأة الطيبة والمحترمة». شكرته أوريانا فالاتشي بأدب ثم مزقت الشادور عن رأسها وهي تشير إلى «تلك الخرقة الغبية من العصور الوسطى». تم إنهاء المقابلة قبل الأوان.
لفترة طويلة، لا سيما في طهران، كان كثير من النساء يرفضن ارتداء الحجاب أثناء القيادة، بحجة أن السيارة مساحة خاصة تُطبق فيها قواعد الملابس المفتوحة. في السنوات الأخيرة، أثيرت هذه القضية على الإنترنت من قبل حركة حريتي الخفية على فيسبوك التابعة للصحفية مسيح علي نجاد. يمكن للمرأة الإيرانية أن تنشر صورًا لأنفسها بدون حجاب على صفحة الفيسبوك هذه. كما أسست مسيح علي نجاد حملة «أربعاء أبيض»، والتي يُطلب فيها من النساء ارتداء الحجاب الأبيض يوم الأربعاء وخلعه في الأماكن العامة احتجاجًا. لقد وقع العمل الرمزي لفيدا موحد في 27 ديسمبر 2017 في يوم أربعاء وهي تلوح بحجاب أبيض.
في ديسمبر 2017، أعلن رئيس شرطة طهران، حسين رحيمي، أن وكالته لن تقوم بعد الآن باعتقالات لانتهاكها قواعد اللباس الإسلامي للمرأة. ولكن وبعد أن تخلصت العديد من النساء من الحجاب في احتجاجات عامة، أعلن حسين رحيمي أن الشرطة لن تتسامح مع هذا السلوك.
في 4 في فبراير 2018، نشر مكتب الرئيس حسن روحاني تقريرًا صدر عن عام 2014 قال إن نصف النساء الإيرانيات يعتبرن ارتداء الحجاب أمرًا خاصًا ويرفضن لوائح الدولة بشأن إلزامية ارتداء الحجاب. يعتقد حسن روحاني أن الجمهورية الإسلامية لا يمكن أن تستمر إلا من خلال الإصلاحات وليس من خلال الالتزام الصارم بالمبادئ. أيضًا في 4 في فبراير، قال أعلن وزير المخابرات غلام حسين محسني إيجائي أن بعض المتظاهرين استخدموا المخدرات الاصطناعية. كما أشار إلى أنه إذا تبين أن الاحتجاجات منظمة، فإن العقوبة ستكون أعلى من ذلك بكثير.
أعطى عمل فيدا موحد مخاوف حقوق المرأة ديناميكية جديدة على خلفية الحرب الثقافية المستمرة في إيران لفترة طويلة.

## التشريعات الحالية
بموجب التشريع الإسلامي الحالي لإيران، والذي تم تقديمه مع الثورة الإسلامية الإيرانية عام 1979، فإن على النساء في سن التاسعة وما فوق ارتداء الحجاب والملابس التي تغطي الذراعين والساقين. تُعاقب المخالِفات بالسجن لمدة تصل إلى شهرين، وغرامات تصل إلى 500 ألف ريال إيراني (حوالي 10 يورو) أو بالضرب. والشعار المشترك لهذا هو «يا رسري يا توسري» (إما القماش أو الضربات).

## انظر ايضًا
- الاحتجاجات الإيرانية 2017–18
- الثورة البيضاء
- الثورة الإسلامية الإيرانية عام 1979

## روابط إنترنت
- "Polizei nimmt „Anti-Kopftuch"-Aktivistin fest" (دي فيلت). 2 فبراير 2018. اطلع عليه بتاريخ 2018-02-03.
- Enver Robelli (1 فبراير 2018). "Schleierlose Freiheit im Iran. Immer mehr iranische Frauen widersetzen sich der Kopftuchpflicht. Das Regime will hart durchgreifen" (Tages-Anzeiger). اطلع عليه بتاريخ 2018-02-03.
- Martin Gehlen (2 فبراير 2018). "Iranerinnen protestieren gegen das Kopftuch" (دي برسه  [لغات أخرى]‏). اطلع عليه بتاريخ 2018-02-03.{{استشهاد ويب}}:  صيانة الاستشهاد: علامات ترقيم زائدة (link)
- Nahid Siamdoust (4 Feb 2018). "Why Iranian Women Are Taking Off Their Head Scarves" (نيويورك تايمز) (بالإنجليزية). Retrieved 2018-02-04.
- Karen Krüger (13 فبراير 2018). "Hidschab und die Würde der Frauen" (صحيفة فرانكفورتر العامة). اطلع عليه بتاريخ 2018-02-18.
- Franklin Lamb (16 Feb 2018). "As Iran's Women Continue To Rise And Fly Their Hijabs Woe Be Unto Mullahs – OpEd" (Eurasia Review) (بالإنجليزية). Retrieved 2018-02-18.
- Barbara Wenz (21 فبراير 2018). "Einfältige Solidarität. Mutige Frauen kämpfen in muslimischen Ländern um ihre Menschenwürde. Lässt der Westen sie im Stich?" (Die Tagespost). اطلع عليه بتاريخ 2018-02-26.